# 想像力の血
想像力の血（そうぞうりょくのち）は、福島県浪江町出身のミュージシャン、佐藤 優介（さとう ゆうすけ）のソロプロジェクト。
佐藤は、福島県双葉高等学校から昭和音楽大学へ進み、2010年に同大出身の佐藤望とともに『カメラ＝万年筆』を結成。
以後、スカート、KID FRESINO、Kaede(Negicco)、ムーンライダーズなど多くのアーティストのサポートやプロデュース、楽曲提供を手がける一方、姫乃たまとのユニット「僕とジョルジュ」や、毎回編成や名義の異なるソロバンドでのライブ活動を展開してきた。
2019年には初の全国流通ソロ作品として「Kilaak EP」を発表。
2024年11月21日には“卒業コンサート”と題した公演を行うと、“想像力の血”に改名を発表。
2025年4月16日に1stアルバム「物語を終わりにしよう」をリリースした。

## ライブサポート
スカート / Kaede(Negicco) / KID FRESINO(band set) / カーネーション / ムーンライダーズ / 武川雅寛 / 岡田徹 / ya-to-i / 鈴木慶一 / 川本真琴 / jan and naomi / 町あかり / 姫乃たま / 佐藤奈々子 / MUSEMENT / 昆虫キッズ / 冷牟田敬band / Paradise /  Babi / 滝沢朋恵 / じゅんじゅん（MAHOΩ） / kauai hirotomo / 小林うてな / どついたるねん / 中村統吾 / Gutevolk　他

## 参加バンド・ユニット
- カメラ＝万年筆（バンド）
  - 佐藤望とのユニット[17]。
- 僕とジョルジュ
  - 姫乃たまとのユニット[18]。他在籍メンバーは金子麻友美（1～2.5以降休止）、荻野和夫（2.5）、澤部渡、佐久間裕太、シマダボーイ、山ちゃん（3）。演奏形態、メンバーはライブ毎に異なる。『僕とジョルジュ3』をもって姫乃と佐藤は脱退。
- Ventla Ventla
  - 同じ昭和音楽大学出身のBabiとのユニット。2015年のRECORD STORE DAYにて『RENDLESHAM』がなりすレコードよりリリースされた[19]。
- NEUSTANZ
  - 主にシマダボーイ、佐久間裕太とのアンビエントユニット。武田理沙、山ちゃん（exどついたるねん）も過去にライブ参加
- 町あかり&カシオボーイ
  - カシオボーイは町あかりサポート時の変名。
- 着いてすぐ帰ることを考える観光客ズ
  - 川本真琴、ヤギヒロミとのユニット。2024年10月8日に東京・青山の月見ル君想フで行われた武田理沙『パラレルワールド』のリリースライブに出演し、そのライブをもって解散した[20]。
- 川本真琴 with 98%女子
  - 川本真琴のバンド。メンバーは川本真琴、佐藤優介、のもとなつよ、Ｕ、ひぐちけい。
  - 川本真琴のデビュー20周年記念短編映画ではメンバーも出演している[21]。
- 鈴木慶一 with マージナル・タウン・クライヤーズ
  - 鈴木慶一が『Records and Memories』リリース時に結成したバンド。
  - メンバーは鈴木慶一、トクマルシューゴ、Dustin Wong、佐藤優介、岩崎なおみ、上野洋子、あだち麗三郎。
  - リリースに伴うツアーの他、鈴木慶一の45周年記念公演[22]、NHK-FM『ライブビート』の公開収録などで演奏を行った。
- 鈴木慶一＆TONZURA MOTHER BAND
  - 2024年6月22日にゲーム「MOTHER2」の発売30周年を記念して行われた配信ライブ「MOTHERのおんがく。」にて鈴木慶一が招集した特別バンド。「MOTHER」「MOTHER2」の音楽を中心に披露[23]。
  - メンバーは鈴木慶一、澤部渡（スカート）、佐藤優介、ゴンドウトモヒコ、ダニエル・クオン。ゲストに坂本美雨、田中宏和も参加[24]。

## ソロバンド
ソロ名義のライブをバンドsetで行う際は、ライブごとに編成や名義が異なり、概ねその日のライブをもって解散している。
- 佐藤優介 Destroy All Monsters
  - 2018年6月6日に東京・渋谷TSUTAYA O-nestで行われたソロワンマン公演出演時のバンド。
  - メンバーは佐久間裕太、清水瑶志郎、シマダボーイ。ゲストにスカート澤部渡も出演。
- 佐藤優介 ULTRA-VIOLENCE
  - 2019年5月29日に東京・U.F.O. CLUBで行われた「Kilaak EP」発売記念ライブ出演時のバンド[25]。
  - 同年11月17日に下北沢THREEで行われた『加納エミリ pre 秋のファミリーコンサートvol.3』で再結成し散開した[26]。
  - メンバーは佐久間裕太、岩崎なおみ、シマダボーイ、澤部渡。
- 佐藤優介 BREATH OF THE WILD
  - 2019年11月24日に東京・八広地域プラザ 吾嬬の里で行われた『ROSE RECORDS×なりすレコードpresents「すみだオモシロ文化祭」』出演時のバンド[27]。
  - メンバーは佐久間裕太、シマダボーイ。
- 佐藤優介 Animal Crossing
  - 2020年2月8日に東京・東高円寺 U.F.O.CLUBで行われた『UFOCLUB presents”山本精一・佐藤優介2マン』出演時のバンド[28]。
  - メンバーは佐久間裕太、山本慶幸（トリプルファイヤー）、シマダボーイ、澤部渡。
- 佐藤優介 Final Fight
  - 2020年3月20日に東京・渋谷7th floorで行われた『hi; 『Nice To See You』リリースパーティー 』出演時のバンド。
  - メンバーは佐久間裕太、のもとなつよ、シマダボーイ。
- 友蔵
  - 2021年12月21日に東京・大塚Hearts Nextで行われた『TRY-ANGLE Vol.3』出演時のバンド[29]。
  - メンバーは佐久間裕太、岩崎なおみ、澤部渡、U、宗藤竜太。
- 佐藤優介 THE ROAD WARRIOR
  - 2022年5月22日に東京・神田スクエアホールで行われた『D - Composition』出演時のバンド[30]。
  - メンバーは西田修大、イトケン、シンリズム。

- 佐藤優介 DESTROY ALL MONSTERS
  - 2024年2月20日に東京・下北沢 THREEで行われたソロワンマン公演出演時のバンド。
  - メンバーは佐久間裕太、西田修大、イトケン、シンリズム[31]。
- 歯の治療
  - 2024年12月13日に東京・渋谷WWWで行われた豊田道倫主宰レーベル「25時」のライヴ・イベント「Tokyo-大阪-평양-Paris」出演時のバンド[32]。
  - メンバーは佐久間裕太、澤部渡、シマダボーイ、姫乃たま、向野実千代

## ソロ作品
カメラ＝万年筆の作品については「カメラ＝万年筆（バンド）」を参照

### 佐藤優介名義
| リリース       | 作品名       | 収録曲                                                                               | 品番                   | 形態         | |
| -------------- | ------------ | ------------------------------------------------------------------------------------ | ---------------------- | ------------ | --- |
| 2019年1月      | Kilaak-EP    | 1. キラアク 2. 衛星の夜、永遠のWaltz 3. 2+2=5? 4. 第四惑星にようこそ！ 5. Orange Kid | 怪獣図鑑001            | CD-R         | - 個人名義としては初のEP - BASE個人サイトにて400枚限定で販売された - デザイン、アートワークは漫画家の見富拓哉が担当している。 |
| 2019年05月25日 | Kilaak-EP    | 1. キラアク 2. 衛星の夜、永遠のWaltz 3. 2+2=5? 4. 第四惑星にようこそ！ 5. Orange Kid | 怪獣図鑑002            | CD           | - 全国流通盤 - 新たに中村宗一郎がマスタリングを行った - カヴァー・ジャケットはカメラマンの桑本正士のドローイング作品を岡田崇がデザインしている。 - 各店舗ごとに特典として未発表音源CD-Rが付属した。 ディスクユニオン：『円盤帝国のテーマ/ノストラダムスの万馬券』 渋谷パイドパイパーハウス：『串やきP/ファフロツキーズ1989(予告編)』 吉祥寺ココナッツ＆武蔵小山ペットサウンズ：『ブリキの太鼓(Home Demo)/カルビちゃん』 |
| 2019年06月12日 | Kilaak-EP    | 1. キラアク 2. 衛星の夜、永遠のWaltz 3. 2+2=5? 4. 第四惑星にようこそ！ 5. Orange Kid | （怪獣図鑑003）NRSP761 | 7inch        | - なりすレコードよりリリース - マスタリングは中村宗一郎 - カヴァー・ジャケットはカメラマンの桑本正士のドローイング作品（CD版とは異なる）を岡田崇がデザインしている。 |
| 2019年7月7日   | Kilaak-EP    | 1. キラアク 2. 衛星の夜、永遠のWaltz 3. 2+2=5? 4. 第四惑星にようこそ！ 5. Orange Kid | FAWA-0005              | 配信         | - 新潟在住アイドル・ユニットNegiccoが所属するEHクリエイターズが設立した音楽レーベルFall Wait Recordsより配信。 - CD,7inchとは別ミックス、配信用に再マスタリングされている。 |
| 2021年8月4日   | UTOPIA       | UTOPIA                                                                               | FAWA-0006              | 配信シングル | - 澤部渡（スカート）と森達哉がギターで参加 - マスタリングは、The Anticipation Illicit Tsuboiが行った。 - MVは柴野太朗と佐藤の共同監督作品で、佐藤は出演と撮影も行っている。 |
| 2023年10月4日  | 反時代ゲーム | 反時代ゲーム                                                                         | KAKU-182               | 配信シングル | - スカートも所属する音楽レーベルカクバリズムより配信。 - 演奏に西田修大、シンリズム、佐藤奈々子が参加 - 一部録音に葛西敏彦、マスタリングはFelix Davisによる。 - ジャケットはカクバリズムA&Rであり映像作家の仲原達彦が担当 - MVは佐藤本人が監督編集した |

#### 参加コンピレーション
| リリース       | 作品名                                                                               | 収録曲                     | 形態           | |
| -------------- | ------------------------------------------------------------------------------------ | -------------------------- | -------------- | --- |
| 2014年12月15日 | カセット・レボリューション vol.2                                                     | A面-5. PATATI-PATATA       | カセットテープ | - 2014年11月7日～19日に東京・BLOCK HOUSEにて開催された展示会「カセット＆ラジカセ普及企画VOL.2」の独自企画として制作されたカセットコンピレーションアルバム。                                                          |
| 2014年12月17日 | かしぶち哲郎 トリビュート・アルバム~ハバロフスクを訪ねて                             | DISC 1-8. O.K.パ・ド・ドゥ | CD             | - 前年に他界したかしぶち哲郎（ムーンライダーズ）のトリビュートアルバム。 - ムーンライダーズの7枚目のオリジナル・アルバム「青空百景」に収録曲のカバー。                                                               |
| 2016年12月21日 | BRIGHT YOUNG MOONLIT KNIGHTS -We Can't Live Without a Rose- MOONRIDERS TRIBUTE ALBUM | 14. Wet Dreamland          | CD             | - ムーンライダーズのデビュー40周年を記念したトリビュートアルバム - ムーンライダーズの19枚目のオリジナル・アルバム「P.W Babies Paperback」に収録曲のカバー。                                                          |
| 2020年7月15日  | HIROSHI YABE SONG BOOK 矢部浩志カバー・アルバム                                      | 8. Microsleep Ⅰ            | CD             | - 矢部浩志（ex．カーネーション）への闘病支援のために制作されたオムニバスCD。 - 矢部のソロプロジェクトMUSEMENTの1stアルバム「Random Access Melody」に収録曲のカバー。                                                 |
| 2021年01月25日 | NARISU RECORDS SPECIAL SAMPLER 2021                                                  | 16. 新宿魦                 | CD             | - なりすレコードのレーベルサンプラーコンピCD。 - 本来はレーベルのイベント「CHAN-HIRA 50th ANNIVERSARY PARTY」の入場者に配布予定だったが新型コロナ感染拡大のため延期となり、通販されることとなった。 - 未発表デモ音源 |

### 想像力の血
2024年11月21日に東京・下北沢MOSAiC にて“卒業コンサート”と題した公演を行い、公演後自身のSNSにて“想像力の血”に改名を行うことと、1stアルバム「物語を終わりにしよう」をリリースすることを発表した。
名前は大江健三郎の長編小説『万延元年のフットボール』の一節から。
|              | 作品名               | 収録曲 | リリース      | 形態 | |
| ------------ | -------------------- | --- | ------------- | ---- | --- |
| 先行シングル | Quaggi               | Quaggi | 2024年12月5日 | 配信 | - 1stアルバム「物語を終わりにしよう」からの先行シングル。 - ゲストボーカルとしてムーンライダーズの鈴木慶一が参加。 - 演奏にはイトケン (Drums)、四家卯大 (Cello)、シマダボーイ (Percussion)、シンリズム (Bass)、西田修大 (Guitar)が参加 - 録音・ミックスは、The Anticipation Illicit Tsuboiが行った。 - ジャケットはルネサンス後期の風景画家、ピーテル・ブリューゲルの代表的な油彩画「雪中の狩人」をトリミングしたもの。 |
| １stアルバム | 物語を終わりにしよう | 01. ◯◯空洞説 02. UTOPIA（異議申し立て） 03. ゴーストタウンの町長さん 04. ataraxia 05. ふたつのアリア 06. 着いてすぐ帰ることを考える観光客 07. Quaggi 08. Ide 09. こんな仕事はこれで終わり 10. 反時代ゲーム Il Conformista 11. EL TOPO 12. そして音楽はつづく | 2025年4月16日 | 配信 | - 自身が設立したレーベル［想像力の血］からのリリース - Bandcampで購入すると歌詞テキストファイルが付いてくる [ゲストボーカル]：岡田紫苑(M5)、鈴木慶一(M7)、佐藤奈々子(M10) [ゲストミュージシャン]：イトケン(ドラムス、パーカッション M3, 7)、岡田徹(アコーディオンノイズ M5)、佐久間裕太(シンセサイザー M9)、澤部渡(サックス M11)、四家卯大(チェロ M7)、シマダボーイ(シンセサイザー、パーカッション M6, 7)、シンリズム(ギター、ベース M3, 7, 10, 12)、Daniel Kwon(ギター、コーラス、フィールドレコーディング M3)、西田修大(ギター M7, 10)、森達哉(ギター M2) [ミックス・マスタリング]：The Anticipation Illicit Tsuboi 、Stuart Hawkes 、Felix Davis、樫本”GURI”大輔 、原口宏 |

## 参加作品
| リリース日     | アーティスト名               | タイトル | 参加楽曲 | クレジット |
| -------------- | ---------------------------- | --- | --- | --- |
| 2010年12月15日 | スカート                     | エス・オー・エス                                                                                              | - 2.花をもって - 3.Taroupho | - エレクトリックベース(2) - コーラス(3) |
| 2011年12月15日 | スカート                     | ストーリー | 1. ストーリー 2. 返信 3. ハル 4. だれかれ 5. 愛情 6. わるふざけ 7. ガール | - ピアノ・コーラス |
| 2012年6月20日  | スカート                     | 消失点 | Side-A - 7. だれかれ Side-B - 2. Taroupho - 6. わるふざけ - 8. ストーリー | - キーボード(A-7,B-6,8) - コーラス(B-2) |
| 2012年9月26日  | 川本真琴and幽霊              | 川本真琴and幽霊                                                                                               | - 4. 出逢いの星 | - 編曲 |
| 2012年11月21日 | NRQ                          | The Indestructible Beat of NRQ                                                                                | - A-3. 12月の蛙 (remixed by 佐藤優介(カメラ＝万年筆)) | リミックス |
| 2013年3月3日   | スカート                     | ひみつ | | - エレクトリック・ピアノ - キーボード - アナログシンセサイザー - ブラスアレンジ(10) |
| 2013年9月13日  | Babi                         | Botanical | - 4. 昆虫採集 - 5. 魔法劇場 - 10. owl | - ベース |
| 2013年9月18日  | Various Artists              | Monchhichi Birthday party                                                                                     | - 1. じゅんじゅんとモンチッチ / モンプチ・モンチッチ - 10. カメラ=万年筆/ なっちゃん | - 作曲 |
| 2013年10月16日 | ya-to-i                      | Shadow Sculpture                                                                                              | - 3.午前二時のショコラ - 9.fragment | - 作詞・作曲(3) - 共同編曲・キーボード・プログラミング(3,9) |
| 2013年12月18日 | V.A.                         | カーネーション・トリビュート・アルバム なんできみはぼくよりぼくのことくわしいの?                              | | - スカート澤部渡と共同で発起人としてアルバム制作（カメラ万年筆としてM8,M14に参加） |
| 2014年4月23日  | 滝沢朋恵                     | 私、粉になって                                                                                                | 1. とき 2. 知らない人 3. 帰り道 4. ワルツ 5. わすれもの 6. 本の中 7. おねがいごと 8. GYPSY 9. おわらない恋の歌 10. 曇った海辺 | - プロデュース、ミックス・共同アレンジ - ボンゴ(2) - ガラガラ(3,7) - マンドゥック(7) - ベース(8) |
| 2014年5月21日  | 昆虫キッズ                   | BLUE GHOST | | - キーボード - プログラミング - レコーディング - ミックス |
| 2014年6月4日   | スカート                     | サイダーの庭                                                                                                  | | - フェンダーローズ - ウーリッツァー - アコースティックピアノ |
| 2014年6月25日  | ぱいぱいでか美               | レッツドリーム小学校                                                                                          | 1. acid π slash (intro) 2. 少年 3. トキメキ蟻地獄 4. 明日から 5. ぼくがおっぱい大きくしてあげる 6. ノルマ3億年 7. コマーシャル・スーサイド 8. さようなら 9. long vacation 10. わたくしばし ～でか美とほりぼうの横浜ツンツン節～ 11. acid π slash | - ミックス - 編曲・演奏・プロデュース(2) - 作詞・作曲・演奏・プロデュース(7) |
| 2014年7月9日   | 嶽本野ばら                   | 初音ミクの結婚                                                                                                | - 9. 量子詩第841番 - 10. Fukushima Nightmare - 11. 量子詩第843番 - 12. juria - 13. 量子詩第847番 | - 作曲・トラック制作(9,10,11,13) - 編曲(12)、ミックス |
| 2014年9月24日  | うどん兄弟                   | ラストアルバムvol.1                                                                                           | 1. ママが歌うアイドルの歌 2. 立入禁止 3. 食欲Baby 4. A・B・C・D・いいこちゃん 5. スタジオへ行こう! 池永正二(あら恋)REMIX 6. 愛情弁当 | - カメラ万年筆としてサウンドプロデュース・キーボード演奏・プログラミング・ミックス(1~6) - 作曲(6) - 編曲(1,6) - 直枝政広との共同編曲(2) - エレクトリックベース(1,2,6)                                         |
| 2014年10月29日 | jan and naomi                | jan,naomi are                                                                                                 | | |
| 2014年12月1日  | スカート                     | シリウス | | - フェンダーローズ - ウーリッツァー |
| 2014年12月3日  | Maika Leboutet               | 100(momo) | | |
| 2014年12月10日 | マーライオン                 | ボーイミーツガール                                                                                            | 1. 僕のギター 2. ボーイミーツガール 3. 楽しい暮らし 4. 家が建つ 5. うみべのまち 6. 蚊帳の外 街の中 7. まちのあかり 8. 夏風邪 9. 人間 10. サウンドオブミュージック 11. 恋人たち | - プロデュース、ミックス - プログラミング(9) |
| 2014年12月10日 | 岡田徹 presents ウクレニカ   | Phases of the moon ～UKLENICA meets MOONRIDERS                                                                | - 13. Kのトランク（ヴォーカル・ヴァージョン） | - ボーカル |
| 2014年12月15日 | V.A.                         | カセットレボリューション vol.2                                                                                | - A-5：佐藤優介(カメラ=万年筆)/PATATI-PATATA | 作・演奏・歌 |
| 2014年12月17日 | V.A.                         | かしぶち哲郎 トリビュート・アルバム~ハバロフスクを訪ねて                                                      | - Disc 1 - 4.豊田道倫 「オールド・レディ」 - 8.佐藤優介 「O・K, パ・ド・ドゥ」 - Disc 2 - 5.テンテンコ 「花のイマージュ」 - 8.ピエール・バルー 「永遠のエントランス」 | - プロデュース・ミックス(Disc1-8,Disc2-5,8) - ピアノ(Disc1-4,Disc2-8) - ボーカル(Disc1-8) - プログラミング(Disc1-8,Disc2-5)                                                                                   |
| 2014年12月17日 | 昆虫キッズ                   | TOPIA | 1. Miss Heart 2. 象の街 3. WIDE 4. 楽しい時間 | - キーボード(1,3) - ミックス |
| 2015年1月20日  | Negicco                      | Rice&Snow | - 6.裸足のRainbow | - キーボード |
| 2015年4月15日  | 冷牟田敬                     | noise myself                                                                                                  | | - サウンドデザイン |
| 2015年4月18日  | Ventla Ventla                | Rendlesham | - A面：Rendlesham - B面：EBE | |
| 2015年5月20日  | 昆虫キッズ                   | さようならからこんにちは                                                                                      | [DISC2] - 6. 街は水飴 - 7. BLUE ME | - キーボード |
| 2015年6月17日  | スカート                     | The First Waltz Award                                                                                         | | - キーボード |
| 2015年08月19日 | 僕とジョルジュ               | 僕とジョルジュ                                                                                                | 1. 僕とジョルジュのテーマ 2. 恋のすゝめ 3. 片目の仔猫 4. 迷子 5. 観光案内人 6. 42歳 7. ないしょ 8. 変な恋 9. クーデター完遂せず 10. 週末 11. 無邪気な少女 12. 恋のジュジュカ 13. さよならを数えて 14. 可哀想なジョルジュ 15. 今夜 16. 秋の檸檬 17. 君とデート 18. 健康な花嫁 19. テレビは砂嵐 20. 巨大な遊園地 21. 僕とジョルジュ(リプライズ) | - キーボード・ベース・ギター・ボーカル・プログラミング - 作曲（1,2,4,5,7,9,11,12,15,17-20) - ototoyでは2015年11月29日にまほろ座 MACHIDAにて開催された『僕とジョルジュ』の完全再現ライヴの音源が特典として付属 |
| 2015年8月22日  | カーネーション               | Carnation Billboard Live 2015 (LIVE DIRECT)"a Beautiful Day" 20th Anniversary Live                            | | - キーボード |
| 2015年12月16日 | カーネーション               | アダムスキー                                                                                                  | - A.アダムスキー - B.メテオ定食 | - ピアノ(A) - エレクトリックピアノ、シンセサイザー(A,B) |
| 2016年4月20日  | スカート                     | CALL | 1.ワルツがきこえる 2.CALL 3.いい夜 4.暗礁 5.どうしてこんなに晴れているのに 6.アンダーカレント 7.ストーリーテラーになりたい 8.想い（はどうだろうか） 9.ひびよひばりよ 10.回想 11.はじまるならば 12.シリウス | - アコースティックピアノ(1,2,5,6,11) - フェンダーローズ(2,4,10) - ウーリッツァー(3,7,9,12) - ハーモニウム(9) - ストリングスアレンジ(1,8,10)                                                                   |
| 2016年05月27日 | 昆虫キッズ                   | BLUE GHOST remind                                                                                             | | キーボード |
| 2016年6月15日  | 滝沢朋恵                     | 『a b c b』(アベコベ)                                                                                         | | サウンドプロデュース、ミックス、 |
| 2016年6月17日  | jan and naomi                | Leeloo and Alexandra                                                                                          | | ピアノ、フェンダーローズ、オルガン、シンセサイザー |
| 2016年6月22日  | フミノ                       | モザイク | | ピアノ・キーボード |
| 2016年7月1日   | 佐藤奈々子                   | 花の夜 | 花の夜 | 岡田徹との共同編曲 |
| 2016年7月13日  | カーネーション               | Multimodal Sentiment                                                                                          | - 6.跳べ!アオガエル - 7. アダムスキー(Album Mix) - 9. E.B.I. - 10.続・無修正ロマンティック～泥仕合～ - 11.Blank and Margin - 12.メテオ定食(Album Mix) | - ピアノ(6,7,9) - シンセサイザー(6,7,11,12) - エレクトリックピアノ(7,12) - オルガン(9) - ストリングスアレンジ(10)                                                                                             |
| 2016年8月3日   | 冷牟田敬band                 | my nothing | | ベース |
| 2016年11月23日 | スカート                     | 静かな夜がいい                                                                                                | 【CD】 1. 静かな夜がいい 2. 雨の音がきこえる 3. おれたちはしないよ 4. いつかの手紙 【DVD】 2016年5月27日 渋谷WWW “CALL"発売記念ワンマンライブ 1. いい夜 2. ストーリーテラーになりたい 3. さかさまとガラクタ 4. ともす灯やどす灯 5. おばけのピアノ 6. CALL 7. シリウス 8. 回想 | - 【CD】フェンダーローズ、ウーリッツァー - 【DVD】キーボード |
| 2016年11月23日 | 僕とジョルジュ               | 恋のすゝめ c/w 変な恋                                                                                         | - side-A：恋のすゝめ side-B：変な恋 | 「恋のすゝめ」は7インチ用に新たにミックス |
| 2016年11月23日 | 岡田徹                       | Tの肖像 | 1. しっかり!ダイナモ!頼むぞ!バッテリー 2. ウエディング・ソング 3. Bitter Rose 4. ドアの外に待たせた夏 5. アケガラス 6. 週末の恋人featuring姫乃たま 7. 人ごみの中のお化け同士featuring姫乃たま 8. オーロラ見るまで眠れないfeaturing柴田聡子 9. マスカット ココナッツ バナナ メロン 10. 月面讃歌2016 11. さよならは夜明けの夢に 12. HOUSE 13. sofa | - 岡田徹との共同プロデュース - 編曲・ミックス(岡田との共同、9除く) - 作詞(4)、作曲(4、岡田との共作) - キーボード(1,4,5) - ベース(1,3,5) - プログラミング(1,4,5,7,8) - コーラス(3,5,12) - SE(13)               |
| 2016年12月14日 | 大森靖子                     | オリオン座/YABATAN伝説                                                                                        | 1.オリオン座 | アレンジ |
| 2016年12月21日 | V.A.                         | BRIGHT YOUNG MOONLIT KNIGHTS -We Can't Live Without a Rose- MOONRIDERS TRIBUTE ALBUM                          | 4. スカート - いとこ同士 9.ANNA☆S(うどん兄弟) - DON'T TRUST ANYONE OVER 30 14. 佐藤優介 - Wet Dreamland | - キーボード(4) - キーボード、プログラミング、アレンジ、ミックス(9) - ボーカル、オールインストゥルメンツ、プログラミング(14)                                                                                  |
| 2017年1月25日  | KID FRESINO                  | Salve | 1. Salve ft. JJJ 2. Keys open door ft. Campanella 3. Let me in（hair cut） 4. by her ft. 茂千代 | - ウーリッツァー(1,2,4) - プロデュース(4) |
| 2017年02月08日 | 僕とジョルジュ               | 僕とジョルジュ2                                                                                               | 1. 悲しくていいね 2. わたしはちょっと 3. 鳥踏んじゃった 4. あの子の恋人 5. ひつじのたたかい 6. 酒場の知らない人達 7. いとこのさっちゃん 8. 僕はレタッチャー 9. ぐるぐるのこと 10. 二月生まれ | - 作曲・編曲・演奏(1,3,5,9,10) - 録音(3,5,9) - ミックス(1-10) |
| 2017年02月08日 | 僕とジョルジュ               | 僕とジョルジュ2.5                                                                                             | 1. 小鳥殺人事件 2. 恋という病い 3. 眠る前の音楽 | - 作曲・編曲、演奏、録音(3) - ミックス(2,3) |
| 2017年8月23日  | 姫乃たま                     | もしもし、今日はどうだった                                                                                    | 10.ああ人生、迷子丸 | 編曲・プログラミング |
| 2017年9月6日   | 僕とジョルジュ               | 二月生まれ c/w わたしはちょっと                                                                               | side-A：二月生まれ side-B：わたしはちょっと | |
| 2017年9月6日   | シマダボーイ                 | Rainbow and Serpent                                                                                           | 1. GLAMOROUS LIFE 2. Rainbow and Serpent 3. Romance 1600 4. Sex Cymbal 5. River God 6. Loser メン 7. A Love Bizarre 8. Bedtime Story 9. Heaven 10. 肋 11. 悩閣寺 12. Trust Me | - サウンドプロデュース・ミックス - アレンジ(1,2,4,6,8,11) - 作曲(1,8) - キーボード(1,8) |
| 2017年9月13日  | カーネーション               | Suburban Baroque                                                                                              | 1. Shooting Star 2. Peanut Butter & Jerry 3. ハンマーロック 7. 金魚と浮雲 8. Girl 11. VIVRE | - ピアノ(1,2) - シンセサイザー(2) - ウーリッツァーエレクトリックピアノ(3) - クラヴィネット(7) - シンセサイザーソロ(8) - フェンダーローズ(11) - ストリングスアレンジ(1,11)                                     |
| 2017年9月17日  | Kaede(Negicco)               | あの娘が暮らす街（まであとどれくらい？）                                                                      | A.あの娘が暮らす街（まであとどれくらい？） B.それもきっとしあわせ | キーボード |
| 2017年10月18日 | スカート                     | 20/20 | 1. 離れて暮らす二人のために 2. 視界良好 3. パラシュート 4. 手の鳴る方へ急げ 5. オータムリーヴス 6. わたしのまち 7. さよなら！さよなら！ 8. 私の好きな青 9. ランプトン 10. 魔女 11. 静かな夜がいい | - アコースティックピアノ(4,5,9,10) - フェンダーローズ(1,3,11) - ウーリッツァーエレクトリックピアノ(2,3,7~9,11) - ハンドクラップ(3) - ストリングスアレンジ(7,10)                                               |
| 2017年10月21日 | 姫乃たま                     | ライブDVD「アイドルになりたい」                                                                               | | キーボード |
| 2017年11月15日 | 吉田ヨウヘイgroup            | ar | 2.トーラス 3.メビウス | Pf |
| 2018年4月18日  | jan and naomi                | Fracture | 1.THE END 2.Forest 3.TIC（Requiem for Tokyo） 4.CSKE 6.Fracture 7. City of love 8. X 9. The Devil | - ピアノ、ローズピアノ(1~4,6~9) - ベース(4) - オルガン(6) - シンセサイザー(3) |
| 2018年5月23日  | 町あかり                     | ベストヒット☆ポンチャック                                                                                     | | ビートメイク・トラックダウン |
| 2018年6月6日   | 私立恵比寿中学               | でかどんでん＜初回生産限定盤B＞                                                                               | 2.スウィーテスト・多忙。 | 編曲 |
| 2018年6月20日  | カーネーション               | The Very Best of CARNATION "LONG TIME TRAVELLER"                                                              | ■DISC 2 9. アダムスキー 11. E.B.I 12. Peanut Butter & Jelly 15. サンセット・モンスターズ | ピアノ、オルガン、シンセサイザー(15) |
| 2018年6月20日  | Nanaco + Riki Hidaka         | Golden Remedy                                                                                                 | 4. I Will Marry You | ピアノ |
| 2018年8月1日   | THE BEATNIKS                 | THE BEATNIKS REMIX                                                                                            | B: 8-BALL FALL MIX(Yusuke Sato Remix) | リミックス |
| 2018年8月8日   | 武田理沙                     | Pandora | | ミキシング |
| 2018年9月19日  | Kaede(Negicco)               | ただいまの魔法                                                                                                | B：スウィート・リグレット | アコースティックピアノ |
| 2018年10月17日 | 武川雅寛                     | a journey of 28days                                                                                           | 1. 砂と海と 2. Jack 3. 天井のエアコンの歌 4. 頬うつ雨 5. GhostStreet 6. Sand&Sea(reprise) 7. 地下道Busker’sWaltz 8. 俺はそんなに馬鹿じゃない 9. DriftandSwing 10. afrozengirl,aboyinlove 11. オリーブと太陽 | - ピアノ(1,2,4,6,8,9,10) - キーボード(3,5) - メロトロン(7,11) |
| 2018年10月31日 | スカート                     | 遠い春 | 1. 遠い春 2. いるのにいない 3. 返信 4. 忘却のサチコ | アコースティックピアノ、フェンダーローズ |
| 2018年11月21日 | KID FRESINO                  | ài qíng | 5. Winston ft. 鎮座DOPENESS 6. CNW 9. not nightmare ft. ISSUGI 11. Nothing is still ft. C.O.S.A. | キーボード、共同プロデュース |
| 2018年11月30日 | おとといフライデー           | 東京／ウォーシャンハニー                                                                                      | 1.東京 | キーボード |
| 2018年12月19日 | WAY WAVE                     | SHOW TIME | 1. 始まりの予感 5. B級女 | - 作曲（1） - 編曲、プログラミング、キーボード、ミックス（1,5） |
| 2019年1月16日  | 井出ちよの                   | 打ち上げナイトスカイ                                                                                          | B：ラジオネーム (佐藤優介 Remix) | リミックス |
| 2019年1月23日  | スカート                     | 君がいるなら                                                                                                  | 1. 君がいるなら 2. 花束にかえて 3. すみか | アコースティックピアノ |
| 2019年1月23日  | 鴨田潤 featuring 矢野顕子    | いい時間 | A1. いい時間 | プロデュース、編曲、キーボード、ベース、プログラミング、 |
| 2019年3月20日  | 亜沙，佐藤優介               | TVアニメ「臨死!! 江古田ちゃん」エンディングテーマ曲・第8話                                                    | 3.Mの気持ち | 作曲・編曲 |
| 2019年4月10日  | ZOOCO                        | Stairs of mine                                                                                                | 8. Shadows & Light | ピアノ・ストリングス・アレンジ |
| 2019年4月23日  | Kaede(Negicco)               | クラウドナイン c/w おめでとう                                                                                 | 1. クラウドナイン 2. おめでとう | - プロデュース、作曲、編曲、ヴォーカルディレクション、ミキシング（1、2） - 作詞、エレクトリックギター、プログラミング(1)                                                                                      |
| 2019年4月24日  | 姫乃たま                     | パノラマ街道まっしぐら                                                                                        | 8.パノラマ街道まっしぐら | キーボード |
| 2019年6月18日  | Kaede(Negicco)               | 深夜。あなたは今日を振り返り、また新しい朝だね。                                                              | 2.クラウドナイン | プロデュース、作詞/作曲/編曲、エレクトリック・ギター、プログラミング、ヴォーカル・ディレクション、ミキシング                                                                                                  |
| 2019年6月19日  | スカート                     | トワイライト                                                                                                  | | - アコースティックピアノ(1~3,5,9~11) - ウーリッツァーエレクトリックピアノ(4,6,7) - ストリングスアレンジ(5) - ブラスアレンジ(10)                                                                               |
| 2019年6月20日  | 岡田徹                       | Coqui Song | Coqui Song | 岡田徹との共作曲 |
| 2019年6月30日  | カイ                         | ムーンライトTOKYO                                                                                             | 1.遊星よりアイをこめて | 作詞・作曲・編曲・ミックス・プロデュース |
| 2019年08月07日 | 町あかり / 星野明音          | 長所はスーパーネガティブ!                                                                                     | A1.町あかり / 長所はスーパーネガティブ! | 編曲・演奏・プログラミング |
| 2019年8月14日  | 町あかり                     | あかりおねえさんの ニコニコへんなうた                                                                         | 3.宇宙をおよぐ! こいのぼり 6.ちがうちがう! われは海の子 24.もぐらたたきのような人 | 編曲 |
| 2019年8月21日  | 川本真琴                     | 18才 | Side-B 5.宇宙仏 | 作曲・演奏 |
| 2019年10月02日 | 武川雅寛                     | Masahiro Takekawa My First Journey 2019 Live at fu-chi-ku-chi                                                 | | エレクトリックピアノ・コーラス |
| 2019年10月15日 | Kaede(Negicco)               | Remember You                                                                                                  | 2.蛍の光（私立恵比寿中学カバー） | 編曲・サウンドプロデュース・ヴォーカルディレクション・ミキシング |
| 2019年11月20日 | 加納エミリ                   | GREENPOP | ＜初回限定盤 Disc2＞ 4.フライデーナイト -佐藤優介 MIX- | リミックス |
| 2019年12月07日 | カイ                         | ペーパー・ダイヤモンド                                                                                        | 5. POLLYANNA(I BELIEVE IN YOU) | 編曲 |
| 2019年12月18日 | WAY WAVE                     | SOUL PUNCH | 3. あいたいのあいたいのとんでいけ | 編曲 |
| 2020年01月01日 | Kaede(Negicco)               | 今の私は変わり続けてあの頃の私でいられてる。                                                                  | 1. 2020 2. あの娘が暮らす街(まであとどれくらい?) 3. スウィート・リグレット 4. 微弱的流動 5. それもきっとしあわせ | - 編曲・サウンドプロデュース・キーボード・ギター・プログラミング・バンド録音・ミキシング（1） - アコースティックピアノ（2、3） - ウーリッツァー（5） - ヴォーカルディレクション（1、4）                       |
| 2020年1月29日  | カイ                         | ペーパー・ダイヤモンド／悲しいしらせ                                                                          | sideA' 悲しいしらせ | 編曲 |
| 2020年2月11日  | 姫乃たま                     | LIVE DVD『パノラマ街道まっしぐら』                                                                            | | キーボード |
| 2020年03月18日 | スカート                     | 駆ける/標識の影・鉄塔の影                                                                                     | | アコースティックピアノ |
| 2020年05月20日 | jan and naomi                | YES | | 演奏 |
| 2020年6月3日   | 鈴木慶一                     | Aerial Garden Sessions LIVE                                                                                   | ◆20180929風知空知Vol1 with 佐藤優介 01. _Aerial Session_With_佐藤優介 02. Pollyanna ◆20190713風知空知Vol.4 with 矢口博康＋掛川陽介、佐藤優介 08 月にハートを返してもらいに〜サテライトセレナーデ with 掛川陽介 09 アウトレイジ 最終章 with 矢口博康 | 演奏 |
| 2020年06月24日 | V.A.                         | たのしいチュンチュン・レコード                                                                                | | 隠しトラック |
| 2020年7月15日  | V.A.                         | HIROSHI YABE SONG BOOK～矢部浩志カバー・アルバム                                                              | - 2. うどん兄弟「ジェイソン」 - 8. 佐藤優介「Microsleep Ⅰ」 - 9. スカート「僕の頭はF-WORD」 | - 編曲・演奏・ミックス（2，8） - Keyboards（9） |
| 2020年08月19日 | 寿々木ここね                 | FEVER | 5.ライティ・ライト | - 作詞/作曲/編曲 |
| 2020年10月21日 | 藤原さくら                   | SUPERMARKET                                                                                                   | 10. ゆめのなか | - ピアノ |
| 2020年11月3日  | 一色萌                       | Hammer & Bikkle / TAXI                                                                                        | sideA Hammer & Bikkle | - 作詞・作曲・編曲・演奏・ミックス |
| 2020年12月16日 | SAKA-SAMA                    | 君が一番かっこいいじゃん                                                                                      | disc1-14. ひとりぼっちの地球人 | - 作詞・作曲・編曲 |
| 2020年12月16日 | スカート                     | アナザー・ストーリー                                                                                          | | - アコースティックピアノ、 - フェンダーローズ - ウーリッツァーエレクトリックピアノ |
| 2020年12月23日 | naomi paris tokyo            | 21SS | | - エレクトリックピアノ |
| 2021年01月09日 | KID FRESINO                  | 20,Stop it.                                                                                                   | - 3. No Sun - 4. Lungs ft. Otagiri - 8. incident ft. JAGGLA - 9. Cats & Dogs ft. カネコアヤノ - 10. come get me - 11. youth ft. 長谷川白紙 | - 共同プロデュース(3,4,9,10,11) - キーボード、シンセベース |
| 2021年01月25日 | V.A.                         | NARISU RECORDS SPECIAL SAMPLER 2021                                                                           | - 12.一色萌「Hammer & Bikkle」 - 16.佐藤優介「新宿魦」 | |
| 2021年01月27日 | 鈴木慶一                     | MOTHER MUSIC REVISITED                                                                                        | - 9. FALLIN' LOVE, AND (INST.) | - 編曲、キーボード、プログラミング |
| 2021年03月17日 | 吉澤嘉代子                   | 赤星青星 | - 6. ゼリーの恋人 | - ウーリッツァーエレクトリックピアノ |
| 2021年03月24日 | たなかひろかず               | Lost Tapes | | - 監修 |
| 2021年5月14日  | V.A.                         | Sense of Life（Musicians Side）                                                                               | - 5. 佛陀えるユニバー / 金野篤 | - ドラム |
| 2021年06月15日 | Kaede (Negicco)              | Youth - Original Soundtrack                                                                                   | [CD] 1. lumiere 2. 夏の十字路 3. ウェザーリポート 4. malizia 5. 化石採集 6. フラグメンツ 7. olmo 8. 生きる爆弾 9. ルームナンバー 10. Youth [初回限定盤Blu-ray Disc] 1. Kaede Acoustic Live 2021 霞の楓 at りゅーとぴあ 新潟市民芸術文化会館 能楽堂 | - 作曲・編曲・プロデュース・ヴォーカルディレクション・ミキシング・キーボード - 作詞(2,5,10) - プログラミング(1,2,4,5,7,8,9,10) - ベース(2,5,8,10) - キーボード[初回限定盤Blu-ray Disc]                        |
| 2021年7月14日  | naomi paris tokyo            | 21FW | | - 演奏 |
| 2021年09月27日 | Francis (小里誠)             | Bolero | - 11.アネモネ | - 演奏・編曲・ミックス |
| 2021年11月17日 | カーネーション               | Turntable Overture                                                                                            | - 2. SUPER RIDE - 9. I Know - 11. Blue Black | - ストリングス[メロトロン](2) - キーボード(9,11) |
| 2021年12月15日 | スカート                     | 海岸線再訪 | ■CD 1. 海岸線再訪 2. 背を撃つ風 3. この夜に向け ■DVD 1. 「The Coastline Revisited Session」 | - アコースティックピアノ |
| 2022年1月26日  | 吉澤嘉代子                   | 鬼 remixed by 佐藤優介                                                                                        | 鬼 remixed by 佐藤優介 | - リミックス |
| 2022年3月23日  | 僕とジョルジュ               | 百年は孤独 c/w ダシール・ハメット&ポップコーン                                                                | Side A 百年は孤独 | - 作編曲・演奏・ミックス（Side A） |
| 2022年4月2日   | imase with PUNPEE & Toby Fox | Pale Rain | Pale Rain | - ストリングスアレンジ |
| 2022年4月20日  | ムーンライダーズ             | It's the moooonriders                                                                                         | - 1.monorail - 3.S.A.D - 5.雲と群衆 - 7.親より偉い子供はいない - 8.再開発がやってくる、いやいや - 9.世間にやな音がしないか - 11.Smile - 12.私は愚民 | - 共作曲(3) - Acoustic Piano(1,7~9,11,12) - Vibraphone(5,9) - Keyboards and Recording(3) |
| 2022年4月23日  | 一色萌                       | トラブル・ボーイズ                                                                                            | sideB: 太陽を盗んだ女 | - 作詞・作曲・プロデュース・キーボード・ミックス |
| 2022年7月6日   | V.A.                         | ODDTAXI CHARACTER SONG EP                                                                                     | 1. TAXIDRIVER -- 小戸川(CV:花江夏樹) | - 編曲 |
| 2022年08月24日 | 僕とジョルジュ               | 僕とジョルジュ3                                                                                               | 1. 楽器としての体 2. 奪われた子宮 3. ら抜き言葉 4. 未開の智 5. HBD 6. 分断 7. 今 8. 二密 9. 結局恋 10. 密室虐殺 11. 百年は孤独 12. SDDベイブ 13. 僕とジョルジュ | - 共作曲(1~10,11~13) - 作曲・レコーディング(11) - ミックス(1~5,7~9,11~13) - ドラム(1~3,5,7~10,13) - ベース(12)etc...                                                                                          |
| 2022年11月23日 | 矢野誠                       | ミライのキオク                                                                                                | | - アーティスト写真撮影 |
| 2023年02月21日 | 一色萌                       | SINGLES 2020-2022                                                                                             | - 1.Hammer & Bikkle - 4.太陽を盗んだ女 | - 8cmCDシングル |
| 2023年03月15日 | ムーンライダーズ             | Happenings Nine Months Time Ago in June 2022                                                                  | 1. Ippen No Shi (Session3) 2. SKELETON MOON (Session1) 3. Work without Method (Session4,Ver2) 4. Stairway to Peace (Session8) 5. Chamber Music for Keytar (Session4) 6. Jam No.2 in Z Minor and Major (Session10) | - アコースティックピアノ(1,2,6) - エレクトリックピアノ(2,4) - ヴォイス,VOX オルガン(2) - ヴィブラフォン、スネアドラム(3,5) - ハミング(6) - ミックス(2)                                                        |
| 2023年04月01日 | 鈴木慶一                     | 「ほとぼりメルトサウンズ」“MELTING SOUNDS SPIN-OFF TAPE”                                                      | SIDE-A 1.夢が見れる機械が欲しい（新録） | - 編曲・歌 |
| 2023年6月28日  | KID FRESINO                  | that place is burning feat. ハナレグミ                                                                        | that place is burning feat. ハナレグミ | - Pf |
| 2023年07月26日 | ムーンライダーズ             | moonriders 45th anniversary "THE SUPER MOON" LIVE                                                             | | - キーボード、ボーカル |
| 2023年9月13日  | スカート                     | 期待と予感 | 期待と予感 | - Wurlitzer Electric Piano |
| 2023年9月20日  | V.A.                         | 乙女の儚夢 NOEL                                                                                               | 1. 乙女の儚夢 Edward Ka-Spel 2. 春の調べ [ナレーション: 石原敦子] 3. 薔薇瑠璃学園 三沢洋紀 duet with 馬場友美 4. 雨傘 ほりぼう 5. 女の友情 向野実千代 6. 大道芸人 嶽本野ばら [ナレーション: あがた森魚、ハッチハッチェル] 7. 曲馬団小屋 [ナレーション: あがた森魚、ハッチハッチェル] 8. 電気ブラン 姫乃たま 9. 秋の調べ [ナレーション: ほりぼう] 10. 赤色エレジー 町あかり 11. 君はハートのクィーンだよ 郷拓郎 12. 冬のサナトリウム 志磨遼平 13. 清怨夜曲 Damon & Naomi | - ドラム（1~6,8,11~13） - バイオリン（10） |
| 2023年9月27日  | 長瀬有花                     | Launchvox | 3. ブランクルームは夢の中 | - 作詞・作曲・編曲 |
| 2023年12月27日 | ムーンライダーズ             | アンコールLIVEマニア・マニエラ＋青空百景                                                                      | | - 演奏 |
| 2024年2月14日  | 岡田徹、佐藤奈々子、佐藤優介 | UNICORN | UNICORN | ピアノ、サウンドプロデュース、ミックス |
| 2024年05月22日 | 加藤和彦                     | The Works Of TONOBAN ～加藤和彦 作品集～                                                                      | [DISC2] - 14. あの素晴しい愛をもう一度～2024Ver.／Team Tonoban | - Strings arrangement - プログラミング |
| 2024年06月25日 | Various Artists              | 16 SONGS OF HIROBUMI SUZUKI -DON'T TRUST OVER 70-                                                             | - 10. Early Morning Dead / 佐藤優介 - 16. くれない埠頭 / Bright Young & Old Wan-Gan Workers | - 編曲・ボーカル・キーボード・プログラミング・録音・ミックス（10） - シンセサイザー（16） |
| 2024年07月24日 | たなかひろかず               | More Lost Tapes                                                                                               | | - 監修・選曲・ライナーノーツ寄稿 |
| 2024年9月4日   | スカート                     | Extended Vol.1                                                                                                | 2.「波のない夏 feat. adieu」 4.「君に会いに行こう feat. 井上花月(Laura day romance)」 5.「ストーリー Remix Version feat. パソコン音楽クラブ」 | - アコースティックピアノ(2,4) - ウーリッツァーエレクトリックピアノ(5) |
| 2024年09月25日 | たなかひろかず               | Lost Tapes 17                                                                                                 | | - 監修・選曲 |
| 2024年11月29日 | KID FRESINO                  | AOS | 1. AOS 2. 夕方の蝶 | - キーボード |
| 2024年12月14日 | Negicco                      | What A Wonderful World                                                                                        | A1.「Interlude」 ※アナログレコードのみ収録 | - 作曲・編曲・ピアノ・プログラミング・ミックス |
| 2025年1月22日  | 奥井亜紀                     | 風夢記 | - 2. ポートレート - 11. ソングバード | - E.Piano(2) - Piano(11) |
| 2025年02月22日 | 鈴木慶一                     | 『化け猫あんずちゃん』オリジナルサウンドトラックCD （化け猫あんずちゃん ブルーレイ&DVDセット ＜初回限定版＞） | | - ピアノ |
| 2025年3月26日  | Kaede (Negicco)              | Rushmore | Rushmore | - 作詞・作曲・編曲 |
| 2025年5月14日  | スカート                     | スペシャル | 【CD】 1.ぼくは変わってしまった 2.緑と名付けて 3.火をともせ 4.遠くへ行きたい 5.ミント 6.トゥー・ドゥリフターズ 7.期待と予感 8.四月怪談 9.君はきっとずっと知らない 10.ひとつ欠けただけ 11.スペシャル 【Blu-ray】 「スカート Presents 炎のフリーライヴ2024」 | - アコースティックピアノ(1,5,6,10) - ウーリッツァーエレクトリックピアノ(1,2,4,7,9,11) - エレクトリックピアノ(3) - ストリングスアレンジ(10) - KORG SV-1(Blu-ray)                                               |
| 2025年05月23日 | 長瀬有花                     | Mofu Mohu | 1 Today's Music 2 スケルトン 3 われらスプートニク 4 The Listening Room 5 ワンダフル・VHS 6 ノートには鍵 7 hikari 8 Poisson Soluble 9 遠くはなれる思考の聞き取り | - ピアノ、シンセサイザー - 作曲、共作詞、編曲、プログラミング（３） - シンセベース（6） |
| 2025年7月9日   | スカート                     | 灯りは遠く | 灯りは遠く | - Acoustic Piano |
| 2025年7月9日   | KID FRESINO                  | hikari | hikari | - 共同プロデュース - Keyboards |
| 2025年7月9日   | PUNPEE & BIM                 | Iced Out | 5. 少年（GEISHA GIRLS） | - 制作協力（編曲） |

## 劇半・音楽
- TV
  - 「脇役目線～主客逆転！教訓体感アニメ～」（2014年、WOWOW
  - 「ラブホの上野さん」「ラブホの上野さん Season2」（2017年、フジテレビ）劇半
  - 「高嶺と花」（2019年、フジテレビ）劇半
  - 「スイートリベンジ」（2021年、フジテレビ）劇半
- 映画
  - 大橋裕之監督「変哲の竜」（2024年、『ミラーライアーフィルムズ シーズン5』収録作品）：劇中音楽「変哲の竜のソネット」作曲
  - 久野遥子・山下敦弘監督「化け猫あんずちゃん」（2024年）ピアノ演奏（音楽：鈴木慶一）
  - 柴野太朗監督「はるの行き先」（2024年）音楽・主題歌（Kaede『Rushmore』）作詞作曲